# Luxemburgs voetbalkampioenschap 2009/10
Het seizoen 2009/10 van de Luxemburgse Nationaldivisioun ging van start op 2 augustus 2009 en eindigde op 29 mei 2010. F91 Dudelange verdedigde de landstitel.

## Gepromoveerde teams
Twee teams promoveerden uit de tweede klasse:
- CS Pétange (kampioen)
- FC Mondercange (runner-up)

## Gedegradeerde teams
Twee teams waren in het seizoen 2008/2009 gedegradeerd:
- SC Steinfort (13e)
- Avenir Beggen (14e)

## Stadions en capaciteit
| #  | Club                      | Locatie          | Stadion                     | Capaciteit |
| -- | ------------------------- | ---------------- | --------------------------- | ---------- |
| 1  | FC Differdange 03         | Differdange      | Stade du Thillenberg        | 7.830      |
| 2  | F91 Dudelange             | Dudelange        | Stade Jos Nosbaum           | 2.600      |
| 3  | Etzella Ettelbruck        | Ettelbruck       | Stade am Deich              | 2.650      |
| 4  | Fola Esch                 | Esch-sur-Alzette | Stade Emile Mayrisch        | 3.900      |
| 5  | CS Grevenmacher           | Grevenmacher     | Op Flohr Stadion            | 4.000      |
| 6  | Jeunesse Esch             | Esch-sur-Alzette | Stade de la Frontière       | 5.400      |
| 7  | UN Käerjeng 97            | Bascharage       | Stade um Bëschel            | 1.000      |
| 8  | FC Mondercange            | Mondercange      | Stade Communal              | 2.050      |
| 9  | CS Pétange                | Pétange          | Stade Municipal (Pétange)   | 3.300      |
| 10 | Progrès Niedercorn        | Niederkorn       | Stade Jos Haupert           | 4.830      |
| 11 | Racing FC Union Luxemburg | Luxemburg        | Stade Achille Hammerel      | 5.814      |
| 12 | RM Hamm Benfica           | Hamm             | Luxembourg-Cents            | 2.800      |
| 13 | US Rumelange              | Rumelange        | Stade Municipal (Rumelange) | 2.950      |
| 14 | Swift Hesperange          | Hesperange       | Stade Alphonse Theis        | 3.058      |

## Eindstand
```
g
 
w
 
g
 
v
 
gv
 
gt
 
vs
 
ptn

1. Jeunesse Esch 24 15 6 3 38 20 +18 51
2. F91 Dudelange 24 15 5 4 50 20 +30 50
3. Fola Esch 24 11 6 7 45 34 +11 39
4. Racing FC 24 11 5 8 38 40 −2 38
5. RM Hamm Benfica 24 10 7 7 42 26 +16 37
6. CS Grevenmacher 24 11 4 9 41 38 +3 37
7. FC Differdange 03 24 10 6 8 32 29 +3 36
8. Pétange 24 9 5 10 34 32 +2 32
9. Etzella Ettelbruck 24 7 8 9 40 40 0 29
10. Swift Hesperange 24 8 5 11 32 37 −5 29
11. Progrès Niedercorn 24 5 10 9 34 40 −6 25
12. UN Käerjeng 97 24 6 7 11 24 34 −10 25
13. US Rumelange 24 7 1 16 26 57 −31 22
14. Mondercange 24 2 7 15 16 45 −29 13
```

## Na het seizoen
- Kampioen Jeunesse Esch mag aantreden in de 2e voorronde van de Champions League.
- F91 Dudelange en Fola Esch mogen aantreden in de 1e voorronde van de Europa League.
- UN Käerjeng 97 speelt promotie/degradatieplay-offs, US Rumelange en FC Mondercange degraderen direct naar tweede klasse.

## Statistieken

### Topscorers
- In onderstaand overzicht zijn alleen de spelers opgenomen met tien of meer treffers achter hun naam.

| № | Naam              | Club                  | Goals | Pen. | Duels | Gem. |
| - | ----------------- | --------------------- | ----- | ---- | ----- | ---- |
| 1 | Daniel Huss       | CS Grevenmacher       | 22    |      | 26    |      |
| 2 | Joris Di Gregorio | Fola Esch             | 15    |      | 24    |      |
| 2 | Romain Zewe       | UN Käerjeng 97        | 15    |      |       |      |
| 4 | Nicolas Caldieri  | FC Progrès Niedercorn | 12    |      |       |      |
| 4 | Anel Pjanić       | CS Pétange            | 12    |      |       |      |

Europese competities:
Albanië · Armenië · België · Bosnië en Herzegovina · Bulgarije · Cyprus · Denemarken · Duitsland · Engeland · Estland · Finland · Frankrijk · Griekenland · Hongarije · IJsland · Ierland · Israël · Italië · Kazachstan · Kroatië · Letland · Luxemburg · Montenegro · Nederland · Noorwegen · Oekraïne · Oostenrijk · Polen · Portugal · Roemenië · Rusland · San Marino · Schotland · Servië · Slovenië · Slowakije · Spanje · Tsjechië · Turkije · Zweden · Zwitserland
Europese competities: Super Cup 2010 · Champions League · Europa League
2009/10 ·
2010/11 ·
2011/12 ·
2012/13 ·
2013/14 ·
2014/15 ·
2015/16 ·
2016/17 ·
2017/18 ·
2018/19 ·
2019/20 ·